# Тории (род)
Род Тории (яп. 鳥居氏) — японский самурайский род периодов Сэнгоку и Эдо.
Клан Тории был вассалом клана Токугава с XVI века. Наиболее известны Тории Сунэмон (1540—1575) и Тории Мотодата (1539—1600).
Тории Сунэмон служил Окудайре Садамасе, вассалу клана Токугава, в провинции Микава. В 1575 году во время осады замка Нагасино армией Такеды Кацуёри Тории Сунэмон незаметно выбрался из осажденного замка и прибыл в Окадзаки, чтобы попросить помощи у Токугава Иэясу. На обратном пути Сунэмон был схвачен врагами и представлен Такеда Кацуёри. Последний потребовал от пленника перейти на службу клану Такеда и сообщить защитникам замка, что никакой помощи им не будет. Однако Тории Сунэмон призвал осажденных держаться до последнего и был сразу же казнен.
Тории Мототада (1539—1600), сын Тории Тадаёси (ум. 1571), был верным вассалом дома Токугава. В 1572 году после смерти своего отца он стал главой клана Тории. В 1590 году Мототада получил во владение от Токугава Иэясу домен Яхаги в провинции Симоса с доходом 40000 коку риса. Прославился защитой замка Фусими в 1600 году, осажденного армией Исида Мицунари. После взятия замка Мототада совершил сэппуку.
Наследником Мототады стал его второй сын Тории Тадамаса (1567—1628). В 1600 году после смерти своего отца он унаследовал княжество Ягахи-хан в провинции Симоса. В 1602 году Тадамаса был переведен в домен Ивакитайра в провинции Муцу с доходом 100000 коку, а в 1622 году но получил во владение Ямагата-хан в провинции Дэва с доходом 260000 коку.
В 1636 году после смерти бездетного Тории Тадацунэ (1604—1636) Ямагата-хан перешел под управлением сёгуната Токугава, а его брат Тории Тадахару (1624—1663) получил во владение княжество Такато-хан в провинции Синано с доходом 30000 коку.

## Известные члены клана
- Тории Тадаёси (ум. 1572), вассал Мацудайры Хиродаты и Токугавы Иэясу
- Тории Сунэмон (1540—1575)
- Тории Мототада (1539—1600), сын Тадаёси, даймё Ягахи-хана (1590—1600)
- Тории Тадамаса (1567—1628), даймё Яхаги-хана (1600—1602), Ивакитайра-хана (1602—1622) и Ямагата-хана (1622—1628), второй сын предыдущего
- Тории Нарицугу (1570—1631), даймё Ямугара-хана (1600—1631), третий сын Тории Мототады
- Тории Тадацунэ (1604—1636), даймё Ямагата-хана (1628—1631), сын Тадамасы
- Тории Тадахару (1624—1663), даймё Такато-хана (1636—1663), третий сын Тадамасы
- Тории Таданори (1646—1689), даймё Такато-хана (1663—1689), старший сын предыдущего
- Тории Тадатэру (1665—1716), даймё Симамура-хана (1689—1695), Кокэ-хана (1695—1712) и Мибу-хана (1712—1716), сын предыдущего
- Тории Тадафуми (1847—1914), последний (8-й) даймё Мибу-хана (1870—1871), сын Тории Тадахито, 6-го даймё Мибу-хана.